# Dear Heather
Dear Heather è l'undicesimo album di studio di Leonard Cohen, pubblicato nel 2004.

## Il disco
L'album rappresenta un'ulteriore svolta musicale di parte di Cohen sulla falsariga del precedente Ten New Songs, con una sempre maggiore presenza di prime voci femminili e una crescente preferenza del cantautore canadese nella recitazione anziché nel canto. Dear Heather originariamente era stato pensato col titolo Old Ideas (Vecchie idee), tuttavia Cohen decise in seguito di cambiarne il titolo in quanto temeva che esso potesse essere scambiato per un greatest hits. Proprio come il precedente, anche questo album è stato registrato negli studi casalinghi di Cohen e Sharon Robinson a Los Angeles.

## Tracce
Testi e musiche di Leonard Cohen, eccetto dove indicato.
1. Go No More A-Roving (Cohen) — 3:45 (testo di George Gordon Byron, poesia So we'll go no more a-roving)
2. Because Of (Cohen) — 3:05
3. The Letters (Cohen-Robinson) — 4:50
4. Undertow (Cohen) — 4:24
5. Morning Glory (Cohen) — 3:34
6. On That Day (Cohen-Anjani Thomas) — 2:08
7. Villanelle For Our Time (Cohen) — 5:59 (testo di F. R. Scott, poesia A Villanelle for our time)
8. There For You (Cohen-Robinson) — 4:41
9. Dear Heather (Cohen) — 3:45
10. Nightingale (Cohen-Anjani Thomas) — 2:32
11. To A Teacher (Cohen) — 2:37
12. The Faith (Cohen) — 4:22 (musica basata su Un Canadien errant, canzone popolare quebecchese)
13. Tennessee Waltz (Redd Stewart-Pee Wee King) — 4:05 (live 1985; include strofa aggiuntiva di Cohen)